# Classe Invincible (cruzadores de batalha)
A Classe Invincible foi a primeira classe de cruzadores de batalha operada pela Marinha Real Britânica, composta pelo HMS Invincible, HMS Indomitable e HMS Inflexible. Suas construções começaram em 1906 nos estaleiros da Armstrong Whitworth, John Brown & Company e Fairfield Shipbuilding and Engineering Company, foram lançados ao mar em 1907 e comissionados na frota britânica em 1908 e 1909. Os navios foram os primeiros de seu tipo no mundo e foram concebidos pelo almirante John Fisher, o Primeiro Lorde do Mar da Marinha Real, que desenvolveu a ideia de um novo navio de guerra com o armamento de um couraçado, mas mais rápido, leve e com menos blindagem.
Os três cruzadores de batalha da Classe Invincible eram armados com uma bateria principal composta por oito canhões de 305 milímetros montados em quatro torres de artilharia duplas. Tinham um comprimento de fora a fora de 172 metros, uma boca de 24 metros, um calado de nove metros e um deslocamento carregado de mais de vinte mil toneladas. Seus sistemas de propulsão eram compostos por 31 caldeiras a carvão que alimentavam dois conjuntos de turbinas a vapor, que por sua vez giravam quatro hélices até uma velocidade máxima de 25 nós (46 quilômetros por hora). Os navios também eram protegidos por um cinturão principal de blindagem com 102 a 152 milímetros de espessura.
Os navios tiveram carreiras tranquilas em tempos de paz. A Primeira Guerra Mundial começou em 1914 e a primeira atividade do Indomitable e Inflexible foi perseguir sem sucesso os navios alemães SMS Goeben e SMS Breslau no Mar Mediterrâneo. O Invincible e o Inflexible participaram no final do ano da Batalha das Malvinas, enquanto o Indomitable participou da Batalha de Dogger Bank no início de 1915. Os três estavam presentes na Batalha da Jutlândia em meados de 1916, quando o Invincible foi afundado por uma explosão interna. Os dois restantes ficaram realizando patrulhas sem incidentes pelo Mar do Norte até o fim da guerra. Foram tirados de serviço em 1919 e desmontados.